# Жанакуш (Западно-Казахстанская область)
Жанакуш (каз. Жаңакүш) — село в Чингирлауском районе Западно-Казахстанской области Казахстана. Входит в состав Кызылкульского сельского округа. Находится примерно в 17 км к юго-востоку от районного центра, села Чингирлау. Код КАТО — 276645300.

## Население
В 1999 году население села составляло 597 человек (293 мужчины и 304 женщины). По данным переписи 2009 года, в селе проживал 341 человек (182 мужчины и 159 женщин).